# Chronologie des Pyrénées-Orientales
Présentation chronologique des principaux événements historiques survenus dans ce qui constitue l'actuel département des Pyrénées-Orientales.

## Préhistoire
- Environ 560 000 avant le présent : premiers Homos (homme de Tautavel) sur le territoire, à la Caune de l'Arago, à Tautavel.

## Temps Modernes

### XVIIesiècle
- 1659 : par le traité des Pyrénées signé avec l'Espagne, la France annexe le comté de Roussillon, les pays de Vallespir, de Conflent et de Capcir et les bourgs et villages de l'est du comté de Cerdagne.

### XVIIIesiècle
- 1790 : Création du département des Pyrénées-Orientales.

## Époque contemporaine

### XXesiècle
- 1939 : Exode des réfugiés espagnols de la guerre civile.
- 1940 : Aiguat de 1940, inondations catastrophiques faisant une cinquantaine de morts dans le département et occasionnant de nombreux dégâts.
- 1949 : Construction du four solaire de Mont-Louis.
- 1962 : Exode des rapatriés d'Algérie, dont un nombre important arrive dans le département.
- 1970 : Mise en service du four solaire d'Odeillo.

### XXIesiècle
- 2024 : une consultation sur le changement de la dénomination des Pyrénées-Orientales à lieux. le nom retenu est après, proposé à l’État par le conseil départemental.